# Neoporus hebes
Neoporus hebes es una especie de escarabajo del género Neoporus, familia Dytiscidae. Fue descrita científicamente por Fall en 1923.

## Distribución geográfica
Habita en América del Norte.